# Відносини Колумбія — НАТО
На початку 2013 року керівництво Колумбії в особі її діючого президента Хуана Мануеля Сантоса почало проводити активну політику по зближенню країни з НАТО. В серпні 2014 року Конгрес Колумбії та представники альянсу підписали договір про співробітництво. В ньому, зокрема зазначалося, що обидві сторони будуть боротися з такими актуальними для країни проблемами як наркобізнес, кримінальна злочинність, тероризмом тощо. Документ був підписаний заступником генерального секретаря НАТО Олександром Вершбоу та міністром оборони Колумбії Хуаном Карлосом Пінсоном, договір отримав гриф абсолютної секретності[джерело?].

## Реакція Ради Південноамериканських Націй
Рада Південноамериканських Націй, до якої входять такі країни Латинської Америки (включаючи Колумбію) як Аргентина, Бразилія, Венесуела, Перу, Чилі, Парагвай, Уругвай, Еквадор, Болівія, Гаяна, Суринам на даний політичний хід Колумбії зреагували негативно. Ряд керманичів цих країн вважають такий крок Колумбії результатом експансійної політики США. Лідер Нікарагуа Даніел Ортега охарактеризував такі дії Боготи вкрай негативно, таку ж думку висловив президент Венесуели Ніколас Мадуро, в Бразилії до даного питання віднеслися з підозрою.
Враховуючи таку реакція всіх без виключення своїх сусідів, вищезгаданий міністр оборони Колумбії Пінсон згодом пояснив, що Колумбія не може бути повноцінним членом альянсу, проте будуть прийнятті всі можливі міри по спільній та плідній співпраці задля відстоювання загальнолюдських інтересів.
Для подібного кроку з боку властей Колумбії, який ряд країн-членів Ради Південноамериканських Націй вважають недоречним, існують ряд причин.

## Громадянська війна в Колумбії
Починаючи з 1960-го року й по сьогоднішній день в Колумбії не припиняється громадянська війна.
Все почалося з організованого політичного протесту проти так званого Боготського пакту, згідно з яким головні важелі влади в країни розподілялися між Ліберальною та Консервативною партіями. Американські історики вважають першою революційною партією МОЕС («рух робітників, селян та студентів»), вона була створена в січні 1960 року. Лідером партії був студент Антоніо Ларрота, проте в травні 1961 року його було вбито і партія розпалася.
Найвпливовішою та найбільшою протестуючою фракцією на сьогоднішній день вважається ФАРК («революційні озброєні сили»).
У 1964 році група із 48 селян оголосили себе мобільним партизанським загоном, яких очолив «Якобо Аренас» (тодішній лідер Луїс Морантес), 27 травня зіткнулися в бою із урядовими військами в районі Маркеталія. Армія за активної підтримки США розбила повстанців, проте з уцілілих сил згодом організувалася ФАРК. Вона заснована у 1966 році, її членами були вихідцями із бази партизанських груп Ліберальної партії, формально вона значилася як Компатрія Колумбії під проводом Мануела Маруланда Велез ном де герр «Тріофіко», та вище згаданого «Якобо Аренас».
Партія активно діяла до 1970-х рр. на той час в країні був великий наплив рекрутів. У 1982-му році під час сьомої партизанської конференції було прийнято рішення про збирання революційних податків з великих виробників коки. З того часу ФАРК вважається «наркопартизанською» фракцією. В 1990-ті рр. ФАРК налічувала понад 17 тис. воєннопідготовлених чоловіків та жінок, в організації була своя мережа впливу. За офіційним даним колумбійського керівництва ФАРК звинувачується в численних викраденнях людей з метою шантажу, терористичних актах, вбивствах, здирствах тощо.
В 2002 році президентом Колумбії став Альваро Урібе, який проводив жорстку політику проти партизан, в результаті чого їх кількість за декілька років зменшилася в два рази, а в 2011 році ФАРК офіційно запропонувала уряду перемир'я. [Архівовано 19 грудня 2014 у Wayback Machine.]

## Проблема наркобізнесу
Незаконний оборот наркотиків досить поширений на теренах Колумбії. За даними 2011 року ця країна стала лідером в виробництві коки. Колумбію також вважають головним постачальником психотропних препаратів до США. Дана проблема спричинена рядом обставин, наприклад загальний низький дохід переважної більшості населення, а також собівартість виробництва тієї ж коки дуже низька. На території країни діють декілька впливових наркотичних кланів.
На початку 1970-х рр. був створений так званий «план Колумбія», його розробили та втілюють й досі в життя керівництво США, в рамках загальнолюдської боротьби із наркотиками. В результаті, поступово скорочуються посіви коки, наприклад в період з 2000 по 2010 рр. виробництво наркотиків скоротилося на 60%. Щороку до рук правозахисних органів Колумбії потрапляють близько сотні наркобаронів.